# Ланча Делта 20 -30КС
Ланча Делта 20-30КС или Ланча 20-30КС известна още като Ланча Делта е четвъртият модел на марката.

## История
Ланча Делта както Ланча Гама се конструирани от Винченцо Ланча и екипът му, който се разширява след популяризирането на марката в Италия.

## Технически характеристики
- мотор -4цилиндров Типо 56
- механични спирачки
- мтрансмисия — мост на Кардано

## Производство
От 1911 до 1912 в Торино са произведени общо 303 броя.